# 多鱗盤唇魚
多鱗盤唇魚（学名：Discocheilus multilepis）为輻鰭魚綱鯉形目鲤科盤唇魚屬的其中一種，該物種分布於亞洲中國，體長可達9.9公分，棲息在底中層水域，生活習性不明。